# 弁天川 (福島県)
弁天川（べんてんがわ）は、福島県いわき市を流れる河川であり、二級水系弁天川水系の本流である。

## 地理
いわき市中部沿岸部の平沼ノ内地区を流れる。内陸部の塩屋崎カントリークラブ3番ホール東端付近を水源とし、地区内を北東に流れ、沿岸部の字浜街にて太平洋に注ぐ。近隣にある沼ノ内弁財天に名称の由来を持ち、境内の天然記念物、賢沼大ウナギ生息地とは水路で結ばれ当河川でもウナギの姿が見られることがあった。流路が狭く、屈曲が激しかったことから水害被害の防止のため1975年より河口から1.1㎞先の堂下橋まで河川改修が行われた。

## 流域の自治体
福島県
- いわき市

## 主な橋梁
下流より記載
- 浜街（はまかい）橋 - 福島県道382号豊間四倉線
- 弁天橋 - 一般市道011632号諏訪原浜街線
- 沼の内橋 - 福島県道15号小名浜四倉線
- 太郎兵衛橋 - 一般市道011626号原後古屋敷線

## 周辺
- 賢沼寺（沼ノ内弁財天）
  - 賢沼大ウナギ生息地
- 塩屋崎カントリークラブ